# Parathelypteris chingii
Parathelypteris chingii là một loài thực vật có mạch trong họ Thelypteridaceae. Loài này được K.H. Shing & J.F. Cheng mô tả khoa học đầu tiên năm 1990.